# Borriquete (mueble)

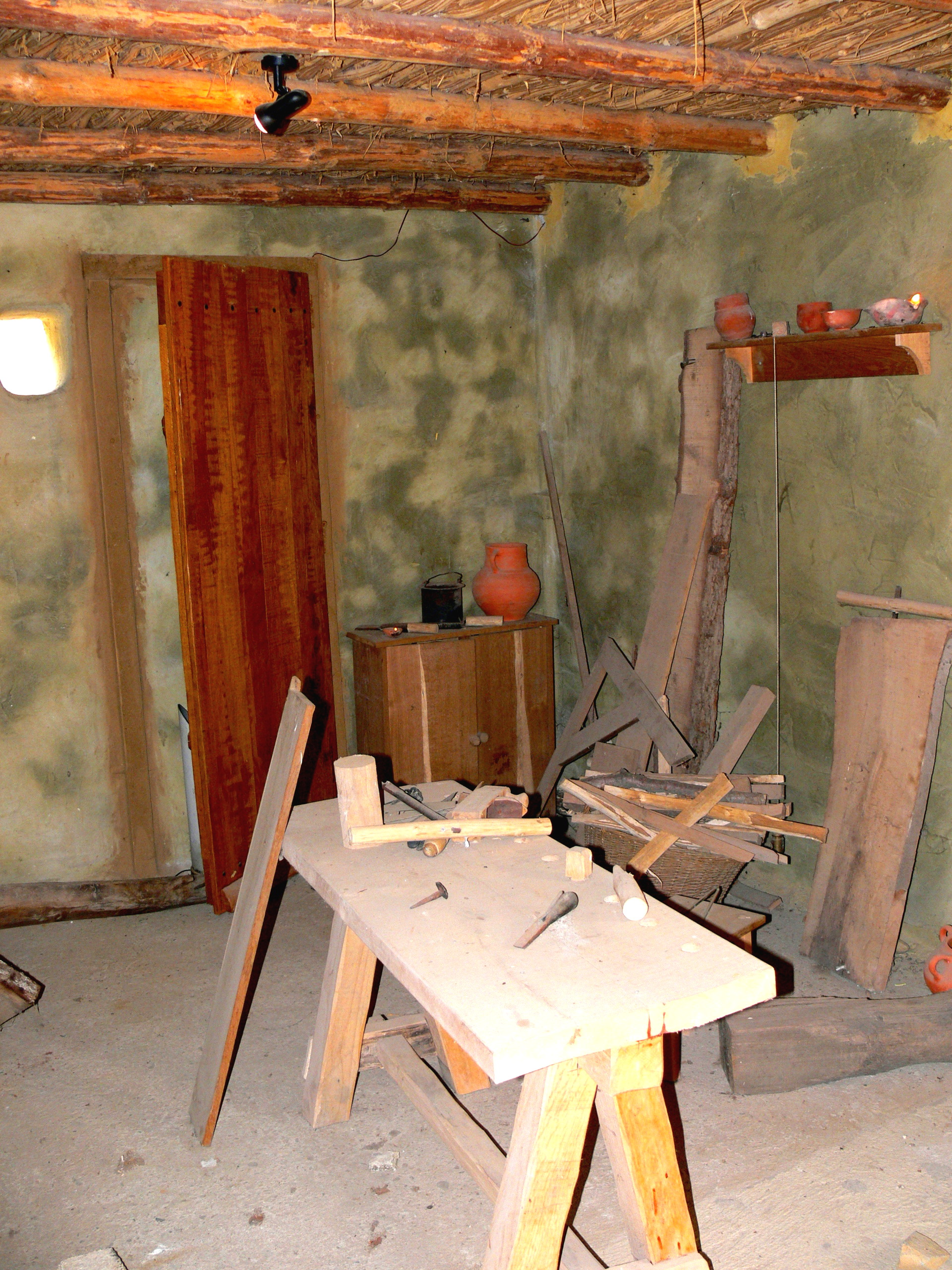
Borriquete en un taller de carpintero

Se llama borrico o borriquete al soporte usado por los carpinteros formado por varias tablas que unidas y cruzándose en determinados puntos, sirve para apoyar las maderas que están trabajando.
También se llama así al caballete que resulta inclinado y sirve para colocar encima las bateas y otras embarcaciones planas a fin de trabajar en sus fondos. 